# Сельское поселение «Чиндалей»
Се́льское поселе́ние «Чиндалей» (бур. Шандалиин hомон) — муниципальное образование в Дульдургинском районе Забайкальского края Российской Федерации.
Административный центр — село Чиндалей.

## История
Статус и границы сельского поселения установлены Законом Читинской области от 19 мая 2004 года «Об установлении границ, наименований вновь образованных муниципальных образований и наделении их статусом сельского, городского поселения в Читинской области».

## Население
| 2010 | 2011  | 2012 | 2013 | 2014 | 2015 | 2016 |
| ---- | ----- | ---- | ---- | ---- | ---- | ---- |
| 1005 | ↘1004 | ↘990 | ↘975 | ↘971 | ↘960 | ↘938 |
| 2017 | 2018  | 2019 | 2020 | 2021 |      |      |
| ↘924 | ↘911  | ↘884 | ↗888 | ↘791 |      |      |

## Состав сельского поселения
| № | Населённый пункт | Тип населённого пункта       | Население |
| - | ---------------- | ---------------------------- | --------- |
| 1 | Чиндалей         | село, административный центр | ↘900      |